# Erkner
Erkner es una ciudad con 12.000 habitantes en Brandeburgo. Fundó en 1759 con el nombre Arckenow. Está en el oeste del Distrito de Oder-Spree y tiene una frontera directa con Berlín. Erkner tiene industria química (Plasta), varios escuelas, 3 Iglesias (respectivamente una católica, protestante y nueva apostólica) y un museo de Gerhart Hauptmann, quien vivía en Erkner entre 1885 y 1889. La ciudad tiene conexión con la autopista y con el tren y es por eso un centro de tráfico para su región. El alcalde de Erkner es Jochen Kirsch (SPD). Los números de deputados en la asamblea municipal urbana son: SPD 9, Die Linke 7, CDU 2 y 2 sin fracción.

## Demografía
- Tendencia poblacional desde 1875 (línea azul: población; línea punteada: comparación con tendencias poblacionales del estado de Brandenburg; fondo gris: tiempo de gobierno Nazi; fondo rojo: tiempo de Gobierno comunista)
- Proyecciones y desarrollo poblacional reciente (Desarrollo poblacional antes del censo del 2011 (línea azul); Desarrollo poblacional reciente de acuerdo al Censo en Alemania del 2011 (línea azul con bordes); Proyecciones oficiales para el período 2005-2030 (línea amarilla); para el período 2017-2030 (línea escarlata); para el período 2020-2030 (línea verde)